# Trygve Brudevold
Trygve Brudevold (* 19. Dezember 1920 in Stange; † 19. August 2021 in Oslo) war ein norwegischer Bobsportler und Unternehmer.

## Karriere
Trygve Brudevold wurde in Stange geboren, wuchs in Furnes auf und zog später mit seiner Familie nach Sinsen zog.
Bei den Olympischen Spielen 1952 startete er als Anschieber von Arne Holst im Viererbob-Wettkampf. Es folgten in den drei Jahren darauf Teilnahmen an Weltmeisterschaften sowie eine weitere Teilnahme an den Olympischen Spielen 1956 in Cortina d’Ampezzo. Im Bob von Pilot Arne Røgden belegte Brudevold zusammen mit Arnold Dyrdahl und Odd Solli den 11. Platz im Viererbob-Wettkampf.
Bekanntheit in seinem Heimatland erlangte Brudevold jedoch durch seine gleichnamige Wohnungsbaugesellschaft, die er 1946 gegründet hatte. Der gelernte Maurer konnte bereits drei Jahre später sein erstes Großprojekt fertigstellen und expandierte in ganz Norwegen, wodurch er sehr wohlhabend wurde.
Trygve Brudevold starb am 19. August 2021 im Alter von 100 Jahren und war zum Zeitpunkt seines Todes Norwegens ältester Olympiateilnehmer.